# Johann Kaspar Zeuß

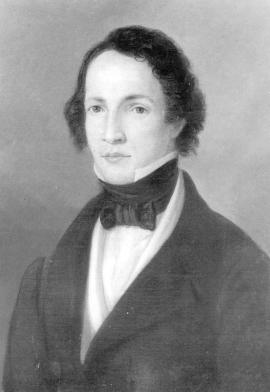
Johann Kaspar Zeuß

Johann Kaspar Zeuß (* 22. Juli 1806 in Vogtendorf; † 10. November 1856 ebenda) war ein deutscher Philologe. Er verfasste eine keltische Grammatik und gilt als Begründer der Keltologie.

## Biographie
Zeuß wurde als zweiter Sohn der Maurermeisterseheleute Michael Zeuß und Margaretha, geb. Hanna, in Vogtendorf (heute ein Ortsteil von Kronach) geboren und sollte auf Wunsch seiner Eltern Priester werden. Er entschied sich aber für ein Leben als Gelehrter. Auf seiner Schule in Bamberg und beim Studium in München entwickelte er ein besonderes Interesse an Geschichte und Sprachforschung.
Nach dem Abschluss mit der philologischen Prüfung für das Gymnasiallehramt unterrichtete er zunächst ab 1832 am Alten Gymnasium in München. Sein 1837 veröffentlichtes Buch Die Herkunft der Baiern von den Markomannen brachte ihm den Ehrendoktor der Universität Erlangen ein. Im gleichen Jahr wechselte Zeuß als Professor für Geschichte an das Lyzeum in Speyer. In Speyer gehörte er 1842 dem Vorstand des Historischen Vereins der Pfalz an und verfasste für ihn die Werke Traditiones possessionesque Wizenburgenses (1842) sowie Die freie Reichsstadt Speier vor ihrer Zerstörung nach urkundlichen Quellen örtlich geschildert (1843). 1847 erhielt er eine Professur an der Universität München, die er jedoch schon nach kurzer Zeit wieder aufgab. Aus Gesundheitsgründen zog er sich 1848 von der Lehrtätigkeit zurück und arbeitete in Bamberg als Lehrer am Lyzeum, blieb aber der Münchner Akademie als auswärtiges Mitglied verbunden. 1853 erschien sein bedeutendstes Werk, die monumentale Grammatica Celtica, die seinen Nachruhm begründete. Zeuß starb nach längerer Krankheit in Vogtendorf bei Kronach.
Ab 1842 war er korrespondierendes Mitglied der Bayerischen Akademie der Wissenschaften. 1855 wurde er als korrespondierendes Mitglied in die Akademie der Wissenschaften zu Göttingen und 1856 in die Preußische Akademie der Wissenschaften aufgenommen.

## Würdigung
Zeuß war ein klassischer Gelehrter mit breit gefächerten Kenntnissen, wodurch er die Philologie mit der Geschichtswissenschaft und der Ethnologie kombinieren konnte. Seine germanistischen Studien ließen ihn erkennen, dass die keltischen Sprachen durch eine wissenschaftliche Dokumentation vor dem Aussterben gerettet werden mussten.
Um an Originalquellen – vor allem auf altirisch – zu gelangen, reiste Zeuß nach Karlsruhe, Würzburg, St. Gallen, Mailand, London und Oxford und fertigte dort Abschriften an. Sein Interesse galt sowohl alten wie jungen keltischen Sprachen und Dialekten. Seine Grammatica Celtica bewies zweifelsfrei, dass die keltischen Sprachen zur indogermanischen Sprachfamilie gehören, und stellte die keltische Philologie auf eine wissenschaftliche Basis.
Nach dem Tode Zeuß’ wurde sein Hauptwerk einer Revision unterzogen und 1871 durch Hermann Ebel in Berlin neu herausgegeben.
Der Nachlass befindet sich in der Bayerischen Staatsbibliothek.

## Ehrungen
1961 wurde die damalige Oberrealschule von Kronach (seit 1965: Kaspar-Zeuß-Gymnasium) nach Zeuß benannt. Weiter sind nach ihm in Kronach eine Straße und ein Brunnen benannt. Auch in Bamberg und Speyer trägt je eine Straße seinen Namen. Außerdem wird alljährlich in Kronach der Johann-Kaspar-Zeuß-Preis für besondere akademische Leistungen einheimischer Studenten und Doktoranden vergeben.
Im Jahr 2006 wurde zu seinem 200. Geburtstag und seinem 150. Todestag in Irland eine Sonderbriefmarke herausgebracht. Die Stadt Kronach veranstaltete im Juni 2006 in Kooperation mit der Universität Bamberg ein internationales Symposium.

## Veröffentlichungen
- Die Deutschen und die Nachbarstämme. Bei Ignaz Joseph Lentner, München 1837 (Digitalisat)
- Die Herkunft der Baiern von den Markomannen gegen die bisherigen Muthmaßungen bewiesen. Franz, München 1839. (Digitalisat)
- Traditiones possessionesque Wizenburgenses. Speyer 1842. (Digitalisat)
- Die freie Reichsstadt Speier vor ihrer Zerstörung nach urkundlichen Quellen örtlich geschildert. Neidhard, Speyer 1843. (Digitalisat)
- Grammatica Celtica e monumentis vetustis tam Hibernicae linguae quam Britannicae dialecti cambricae cornicae armoricae nec non e gallicae priscae reliquiis construxit J. C. Zeuss. Weidmann, Leipzig 1853. (Digitalisat Band 1), (Band 2)

## Fotos

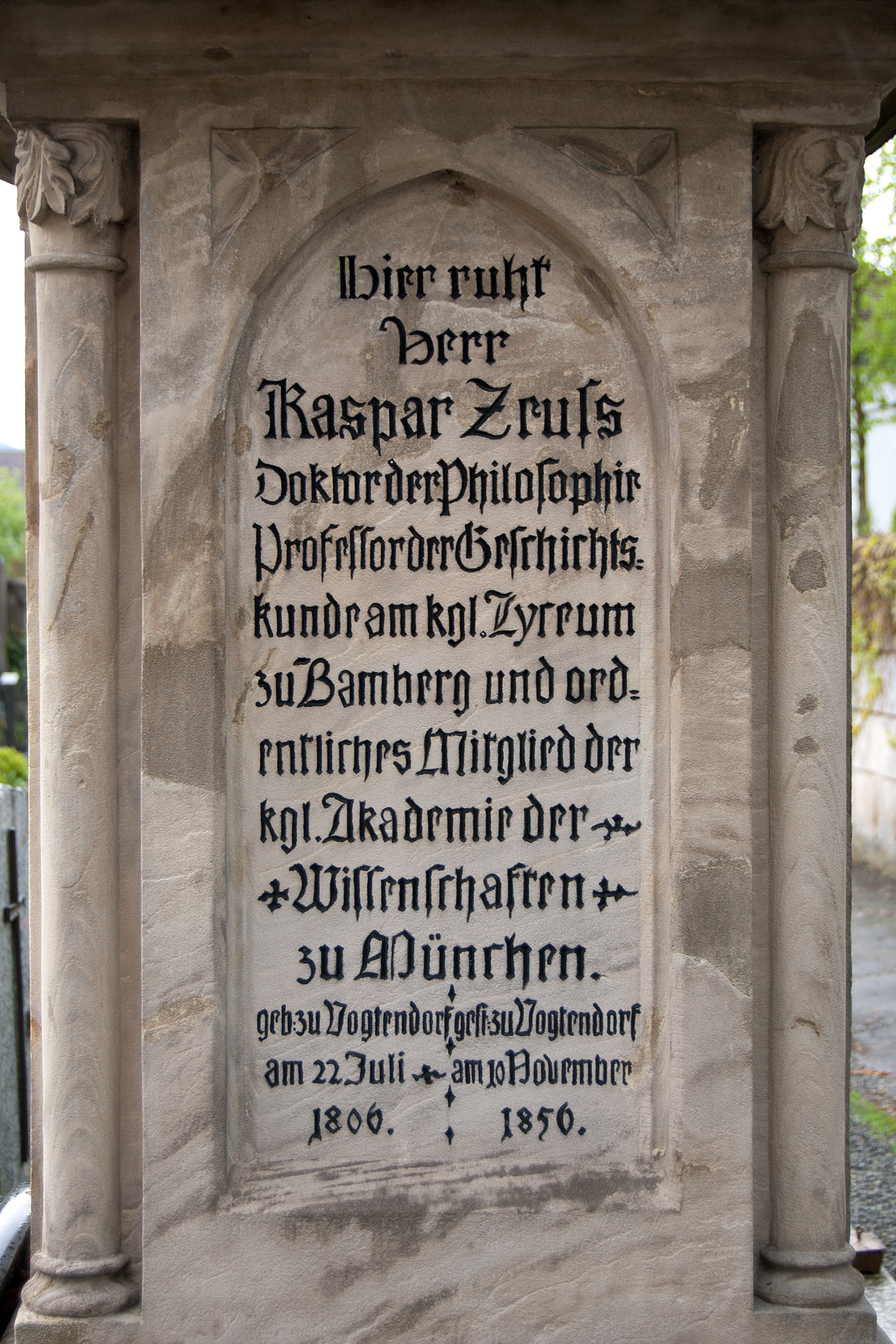
Grabinschrift auf dem Friedhof in Kronach
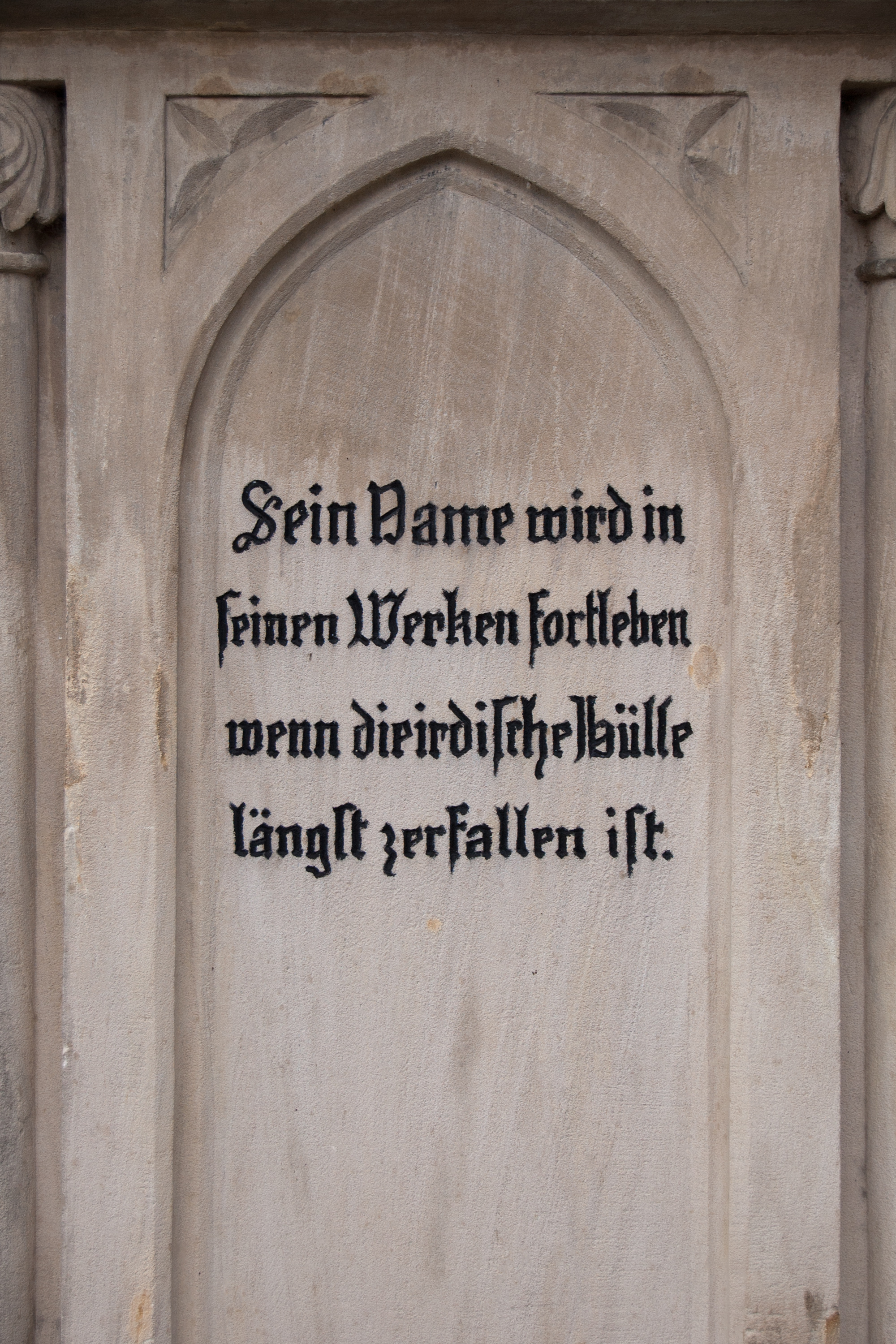
Grabinschrift
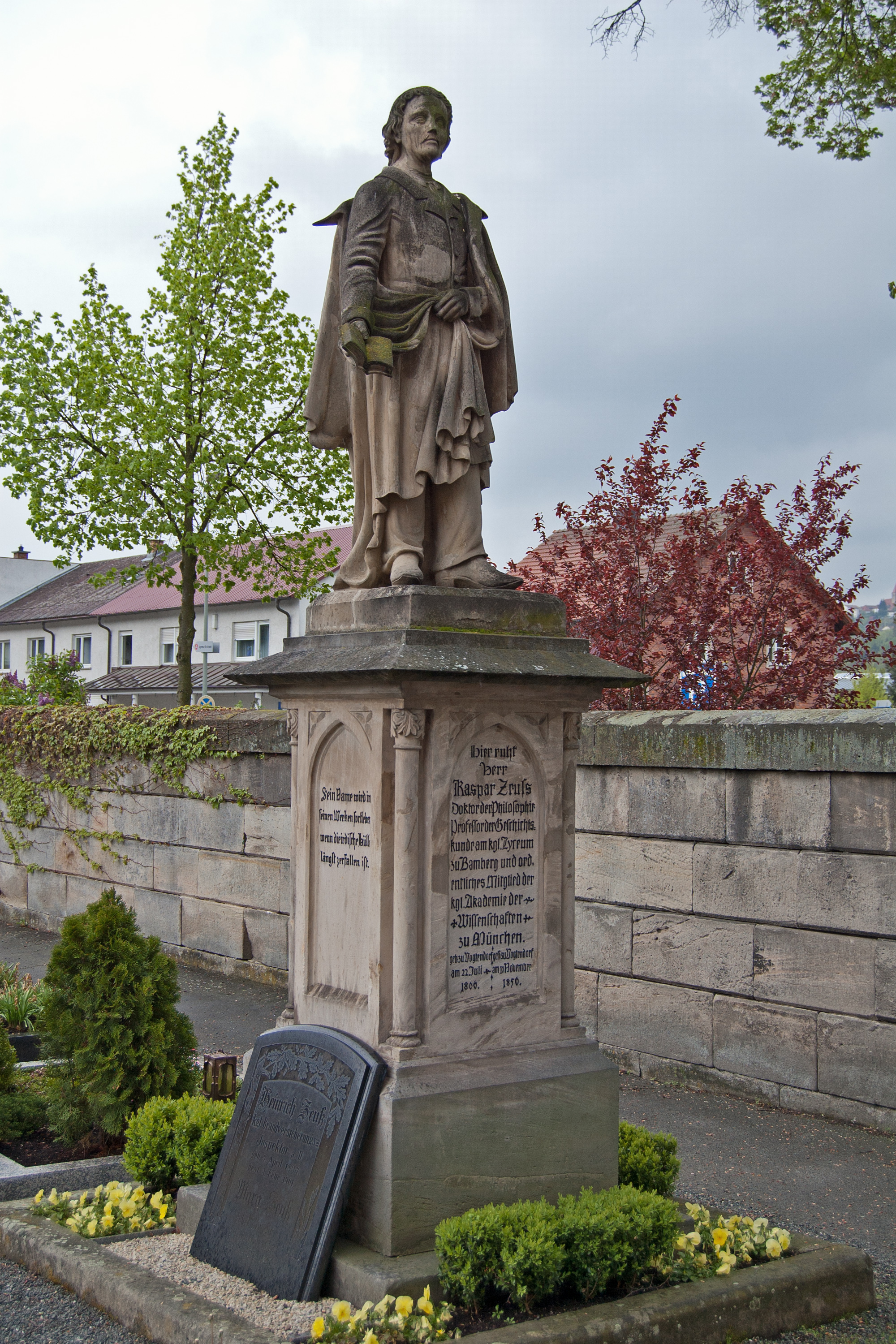
Denkmal auf dem Friedhof
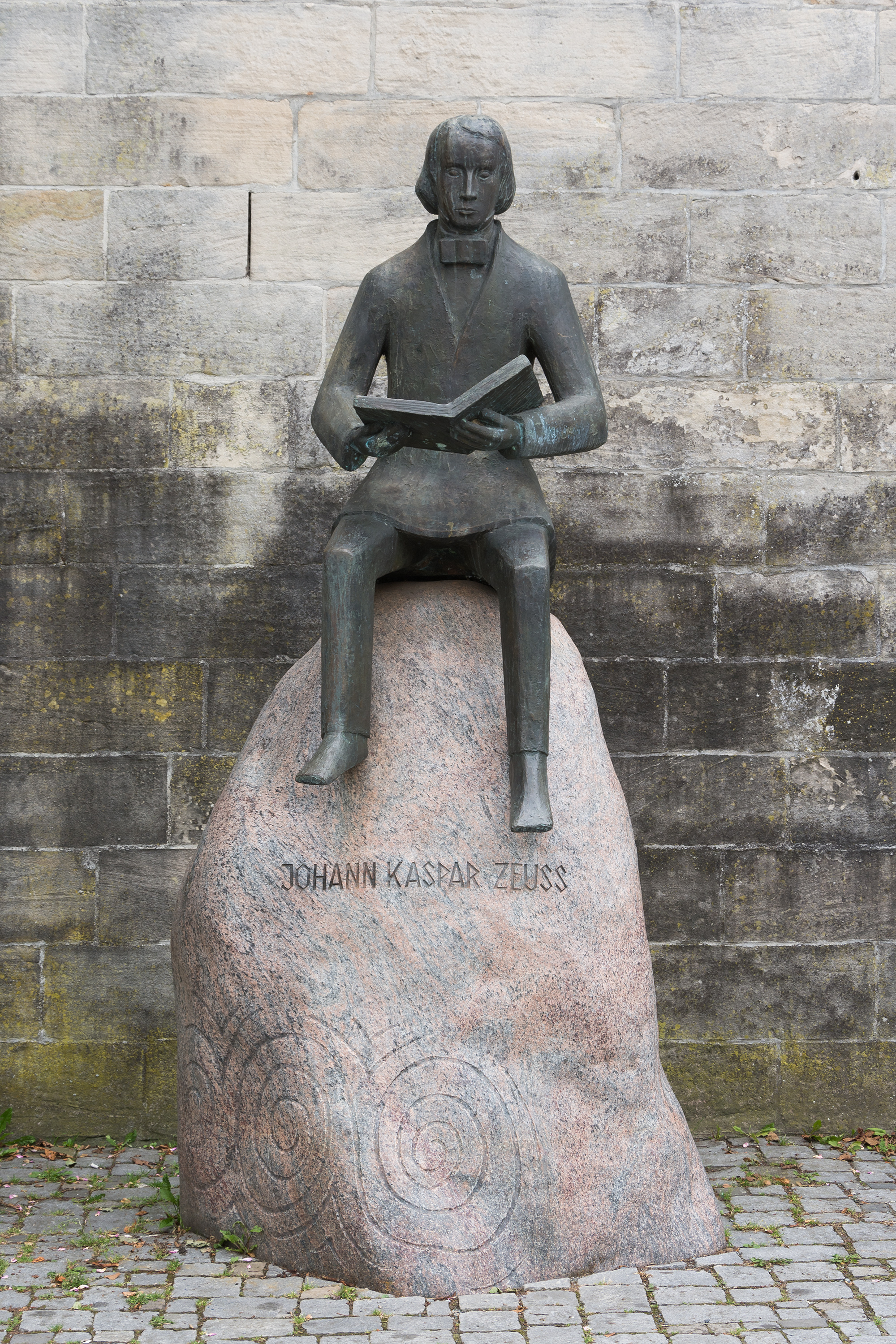
Denkmal am Stadtgraben in Kronach